# Justitsministeriet (USA)
The Department of Justice (forkortet the DOJ), også kendt som the Justice Department, er justitsministeriet i USA's regering. Det blev etableret den 1. juli 1870, og den højeste stilling er justitsminister (the Attorney General). Den nuværende justitsminister er Pam Bondi, og vicejustitsministeren er Emil Bove.

## Historie
Stillingen som justitsminister blev stiftet med den såkaldte Judiciary Act of 1789 som et enmandsjob på halv tid, men arbejdsopgaverne voksede med bureaukratiet. På et tidspunkt gav justitsministeren også råd til USA's Kongres og præsidenten, men stoppede med det i 1819 på grund af det arbejdspres opgaven medførte.
En juridisk underafdeling af Repræsentanternes Hus ledt af kongresmanden William Lawrence lavede i 1867 et forslag om et særskilt departement. Departementet skulle ledes af justitsministeren og skulle stå for al føderal samt civil lovgivning. Den 19. februar 1868 introducerede William Lawrence forslaget for Kongressen, men havde ingen succes med gennemførelsen, idet daværende præsident Andrew Johnson ikke mente, der var behov.
Et lignende forslag blev præsenteret til Kongressen den 25. februar 1870 af en repræsentant for Rhode Island, hvorefter præsident Ulysses S. Grant den 22. juni underskrev forslaget. Departementets opgaver begyndte officielt den 1. juli.